# Sevurivier
De Sevurivier (Zweeds: Sevujoki) is een rivier die stroomt in de Zweedse  gemeente Kiruna. De Sevurivier verzorgt de afwatering van het Ylinen Sevujärvi, het Alanen Sevujärvi en het Sevusaivo. De rivier stroom naar het zuidoosten weg en stroomt de Vittangirivier in. Ze is 40 kilometer lang.
Afwatering: Sevurivier → Vittangirivier → Torne → Botnische Golf